# NGC 1908
NGC 1908 je jedan do danas nepotvrđeni objekt u zviježđu Orionu. Sva promatranja poslije nisu na tom položaju uočila nikoji objekt.

## Vanjske poveznice
- SEDS: NGC 1908